# 阿夫頓森特 (伊利諾伊州)
阿夫頓森特（英語：Afton Center）是位於美國伊利諾伊州迪卡爾布縣的一個非建制地區。該地的面積和人口皆未知。

## 地理
阿夫頓森特的座標為41°50′07″N 88°46′25″W / 41.83528°N 88.77361°W，而該地的平均海拔高度為271米（即889英尺）。